# IC 1548
IC 1548 ist eine linsenförmige Galaxie vom Hubble-Typ S0 im Sternbild Andromeda am Nordsternhimmel. Sie ist schätzungsweise 264 Millionen Lichtjahre von der Milchstraße entfernt.
Das Objekt wurde am 16. November 1897 vom französischen Astronomen Stéphane Javelle entdeckt.